# Sonneratia apetala
Sonneratia apetala är en fackelblomsväxtart som beskrevs av Buch.-ham. in Symes. Sonneratia apetala ingår i släktet Sonneratia och familjen fackelblomsväxter. Inga underarter finns listade i Catalogue of Life.